# 保田棟太

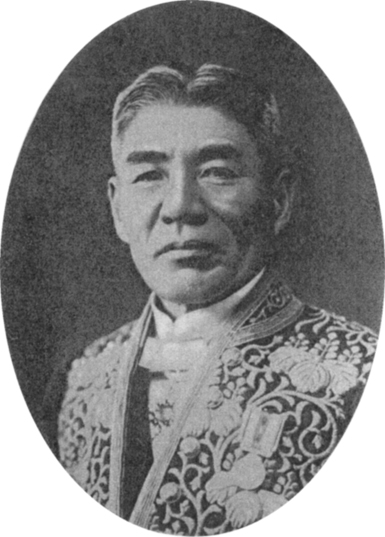
保田棟太

保田 棟太（やすだ むねた、1856年9月1日（安政3年8月3日） - 1919年（大正8年）6月28日）は、教育者。東京物理学講習所（後の東京物理学校、現在の東京理科大学）の創立者の一人である。

## 経歴
- 1856年（安政3年） - 豊後国に生まれる。
- 1870年（明治3年） - 大阪の開成所に入る。
- 1874年（明治7年）2月 - 開明学校（旧開成所）から、東京開成学校に転入学。天文学、諸芸を修める。
- 1875年（明治8年） - 東京大学仏語物理学科入学。
- 1880年（明治13年）7月 - 東京大学仏語物理学科第3期卒業。
- 1881年（明治14年） - 東京物理学講習所の創立者の一人となる。
- 1885年（明治18年） - 東京物理学校維持同盟員となる。
後に、第一高等学校教授を務め、約30年教師生活を送る。

## 訳書
- ア・ルビエール（Alphonse Rebiere）原著、保田棟太譯述『三角法教科書』、1900年（明治33年）9月